# Sessenheim
Sessenheim is een gemeente in het Franse departement Bas-Rhin (regio Grand Est). De plaats maakt deel uit van het arrondissement Haguenau-Wissembourg. Sessenheim telde op 1 januari 2022 2.309 inwoners.

## Geografie
De oppervlakte van Sessenheim bedroeg op 1 januari 2022 9,18 vierkante kilometer; de bevolkingsdichtheid was toen 251,5 inwoners per km².

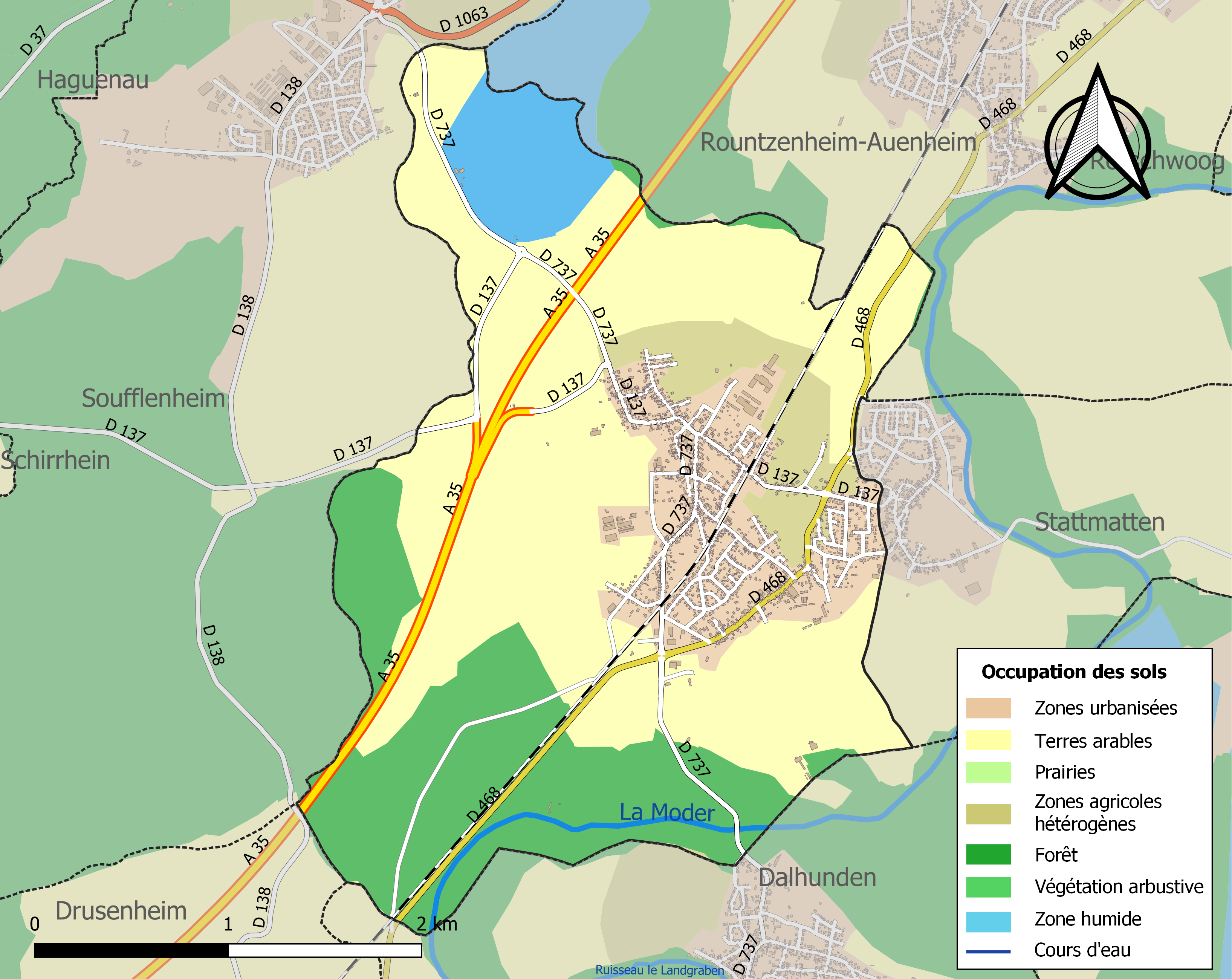
Kaart van de gemeente met de belangrijkste infrastructuur, bodemgebruik en omliggende gemeenten

## Demografie
Onderstaande figuur toont het verloop van het inwonertal (bron: INSEE-tellingen).